# شهرستان هودان
شهرستان هودان یک منطقهٔ مسکونی در سومالی است که در بنادر واقع شده‌است.